# Sarrià (wijk)
Sarrià is een wijk in het district Sarrià-Sant Gervasi van Barcelona, Catalonië. De hoofdstraat is Major de Sarrià.